# Wálder dos Santos
Wálder, właśc. Wálder dos Santos (ur. 24 stycznia 1924 w Ilhéus) – brazylijski piłkarz, występujący na pozycji środkowego obrońcy.

## Kariera klubowa
Wálder występował w brazylijskim klubie Galícii Salvador.

## Kariera reprezentacyjna
W reprezentacji Brazylii Wálder zadebiutował 15 września 1957 w przegranym 0-1 meczu z reprezentacją Chile, którego stawką było Copa Bernardo O’Higgins 1957. Był to jego jedyny występ w reprezentacji.